# Dominikanerkloster Landshut

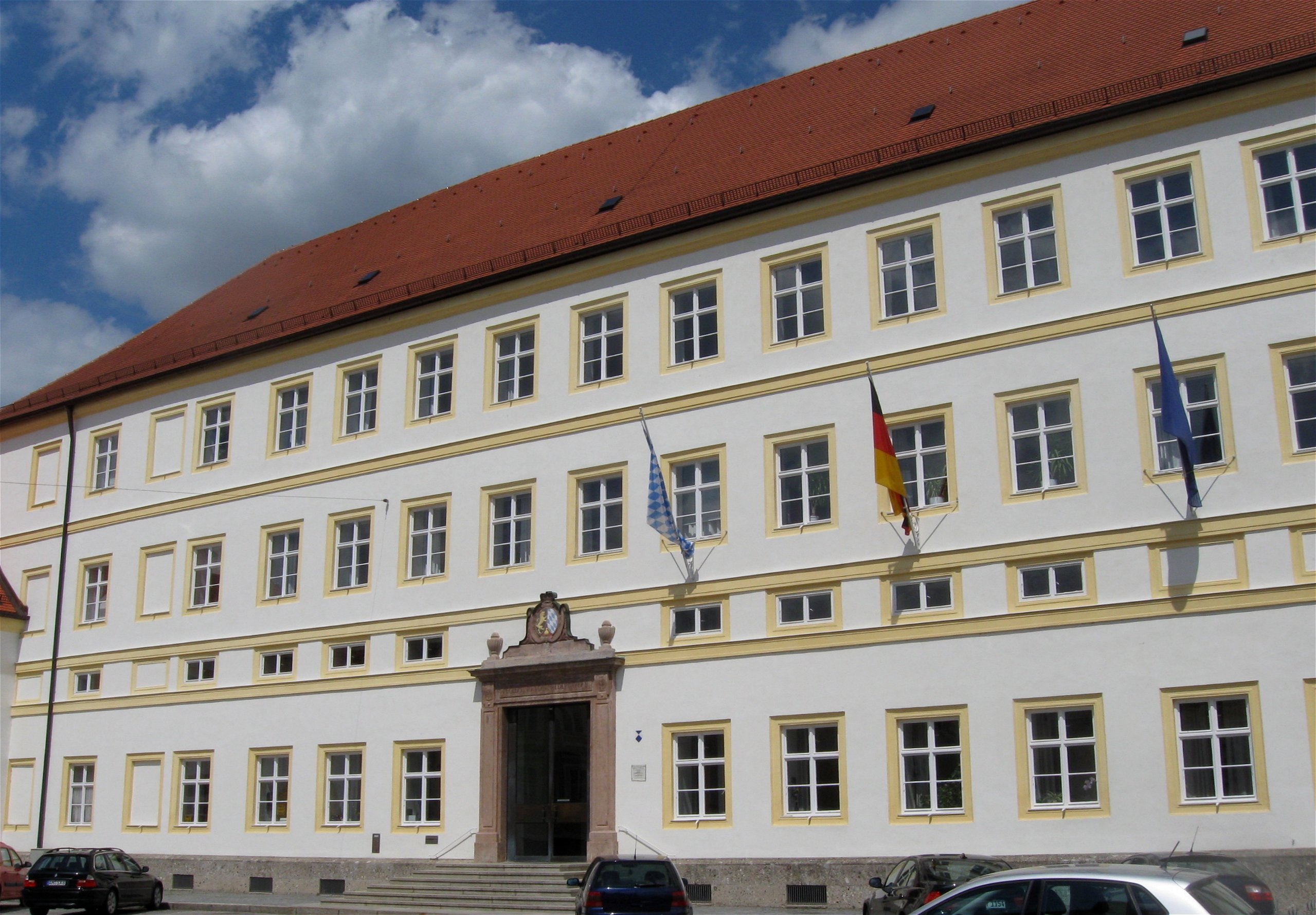
Das ehemalige Dominikanerkloster

Das Dominikanerkloster Landshut ist ein ehemaliges Kloster der Dominikaner in Landshut in Bayern im Erzbistum München und Freising. Die Gebäude sind nach der Haager Konvention zum Schutz von Kulturgut bei bewaffneten Konflikten geschütztes Kulturgut.

## Geschichte
Das St. Blasius geweihte Kloster wurde 1271 durch Herzog Heinrich XIII. von Niederbayern gegründet und alsbald von Mönchen aus Regensburg besiedelt. Die Ansiedlung erfolgte – wie damals üblich – aus finanziellen Gründen am Rande der Stadt. Den Baugrund stiftete das Adelsgeschlecht der Frauenberger zu Schloss Fraunberg im heutigen Landkreis Erding.
Die heute noch bestehende dreigeschossige Dreiflügelanlage wurde ab 1699 im barocken Stil erbaut. In nördliche Richtung zieht sich der sogenannte Ursulinenflügel entlang des Ursulinengässchens gegenüber dem Ursulinenkloster. Auch dieser barocke Bau wurde um 1700 erbaut. Erwähnenswert sind auch das sogenannte Gartengebäude, ein zweigeschossiger klassizistischer Walmdachbau, erbaut 1803 bis 1804, und ein Wehrturm der ehemaligen Stadtbefestigung Landshut, der Anfang des 19. Jahrhunderts als Palmenhaus umgestaltet wurde. Beide Bauwerke befinden sich im Hinterhof des Dominikanerklosters, der heute als Parkplatz genutzt wird.
Das Kloster kam im Jahr 1800 in den Besitz der Universität Landshut, zunächst für das Priesterseminar Georgianum. Ab 1802, als das Kloster im Zuge der Säkularisation aufgelöst wurde, wurde der allgemeine Vorlesungsbetrieb der Universität vom Jesuitenkolleg dorthin verlegt. 1826 wanderte die Universität nach München ab. Zu diesem Zeitpunkt wurden das königliche Appellationsgericht des Isarkreises und das Landshuter Gymnasium (ab 1961 Hans-Carossa-Gymnasium) in den Gebäuden untergebracht. Seit der 1839 von König Ludwig I. verfügten neuen Gebietseinteilung ist das ehemalige Kloster – mit Unterbrechung von 1932 bis 1956 – ausschließlich Amtssitz der Regierung von Niederbayern.

## Ehemalige Klosterkirche
Die ehemalige Dominikanerklosterkirche schließt südlich an das dreiflügelige Gebäude an und bildet mit diesem einen Innenhof. Die Kirche wurde erst 1386 und damit über hundert Jahre nach der Klostergründung geweiht. 1747 bis 1749 wurde die zuvor eher schlichte Innenraum von Johann Baptist Zimmermann im Rokoko-Stil umgestaltet.